# New York University School of Medicine

Le blason de la NYU School of Medicine.

La NYU school of medicine est la faculté de médecine de l'université de New York ou NYU. Elle a été fondée en 1841 sous le nom de University Medical College.

## Présentation générale
Son campus se situe à New York (aux États-Unis) dans le quartier de Murray Hill, entre la 34e et 30e rue, le long de la Première Avenue dans l'arrondissement de Manhattan. 
Elle accueille plusieurs hôpitaux (Bellevue Hospital, Tisch Hospital, Rusk Institute, Hospital for Joint Diseases, Dental College, etc.), ainsi que trois importants instituts de recherche biomédicale : le Skirball Institute, le Joan and Joel Smillow Research Center et la dizaine de départements de recherche de la School of Medicine elle-même.
En 2006, elle regroupait quelque vingt-six chaires de médecine, avec 360 médecins à plein temps, 175 médecins rattachés, 975 étudiants en médecine, 76 étudiants en M.D. / Ph.D. et 788 chercheurs post-doctoraux (recherche et clinique).

## Histoire
En 1841, le College of Medicine est créé au sein de l'université de New York. L'école de médecine est fusionnée avec le Bellevue Medical College, en 1898, pour former l'University and Bellevue Hospital Medical College (faculté de médecine de l'université et de l'hôpital Bellevue). Le nom actuel n'a été adopté qu'en 1960.
En 1854, après les efforts de la faculté pour faire accepter la mesure, la dissection de corps humains est légalisée à New York. En 1866, les professeurs de l'université de New York ont rédigé un rapport pour le Conseil de l'Hygiène et de la Santé publique qui a conduit à la création du Département de la Santé de la ville de New York. La même année, l'université a ouvert sa première clinique de consultations externes. En 1872, Steven Smith fonda l'American Public Health Association. En 1884 est créé le Carnegie Laboratory, le premier équipement du pays consacré à l'enseignement et à la recherche sur la bactériologie et la pathologie. En 1899, Walter Reed, un ancien élève, découvre le mode de transmission de la fièvre jaune par le moustique. En 1932, le premier département de médecine légale américain est ouvert à la NYU. En 1941, c'est au tour du département de médecine physique et de rééducation d'être créé. L'Institut et le Département de médecine environnementale est établi en 1964. En 1980, un professeur de la NYU, Saul Krugman (en), développe un des premiers vaccins contre l'hépatite B. L'année 1993 voit l'ouverture de l'Institut Skirball de médecine biomoléculaire à la faculté de médecine. En 1998, la fusion du système de santé de la NYU avec l'hôpital Mont Sinaï conduit à la naissance du Mount Sinai NYU Health. Cette organisation conjointe inclut l'hôpital Mont Sinaï, l'hôpital Mont Sinaï de l'arrondissement de Queens, le Tisch Hospital, le Rusk Institute of Rehabilitation Medicine, l'Hospital for Joint Diseases Orthopaedic Institute et le New York Downtown Hospital. En 2006, le Smilow Research Center a ouvert ses portes, fournissant ainsi un nouveau site pour des recherches transversales, communes à neuf domaines médicaux.

## Personnalités marquantes de la NYU School of Medicine

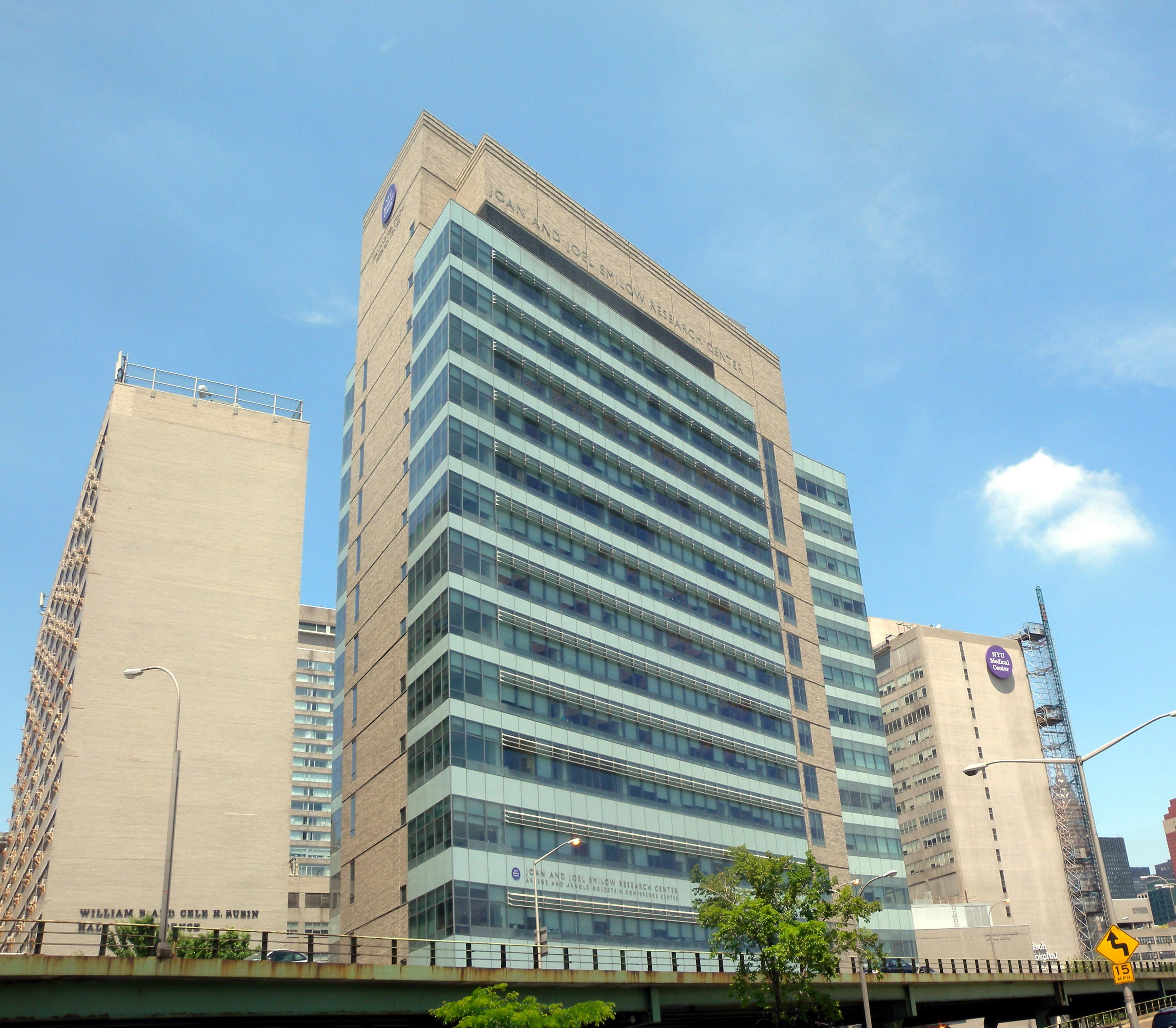
Le bâtiment du Smillow Institute inauguré en 2007.

- Baruj Benacerraf, immunologiste, professeur 1956-1968, prix Nobel de physiologie ou médecine en 1980.
- Frederick Cook, médecin, M.D. 1890, et explorateur polaire.
- Avram Hershko, professeur adjoint 1998- , prix Nobel de chimie en 2004.
- Eric Kandel, psychanalyste, psychiatre, M.D. 1955, prix Nobel de physiologie ou médecine en 2000.
- Severo Ochoa, professeur 1942-1974, prix Nobel de physiologie ou médecine en 1959.
- Jonas Salk, médecin, M.D. 1938, et inventeur du vaccin contre la poliomyélite.
- Jan Vilcek, professeur 1965, inventeur du Remicade.